# 王天君

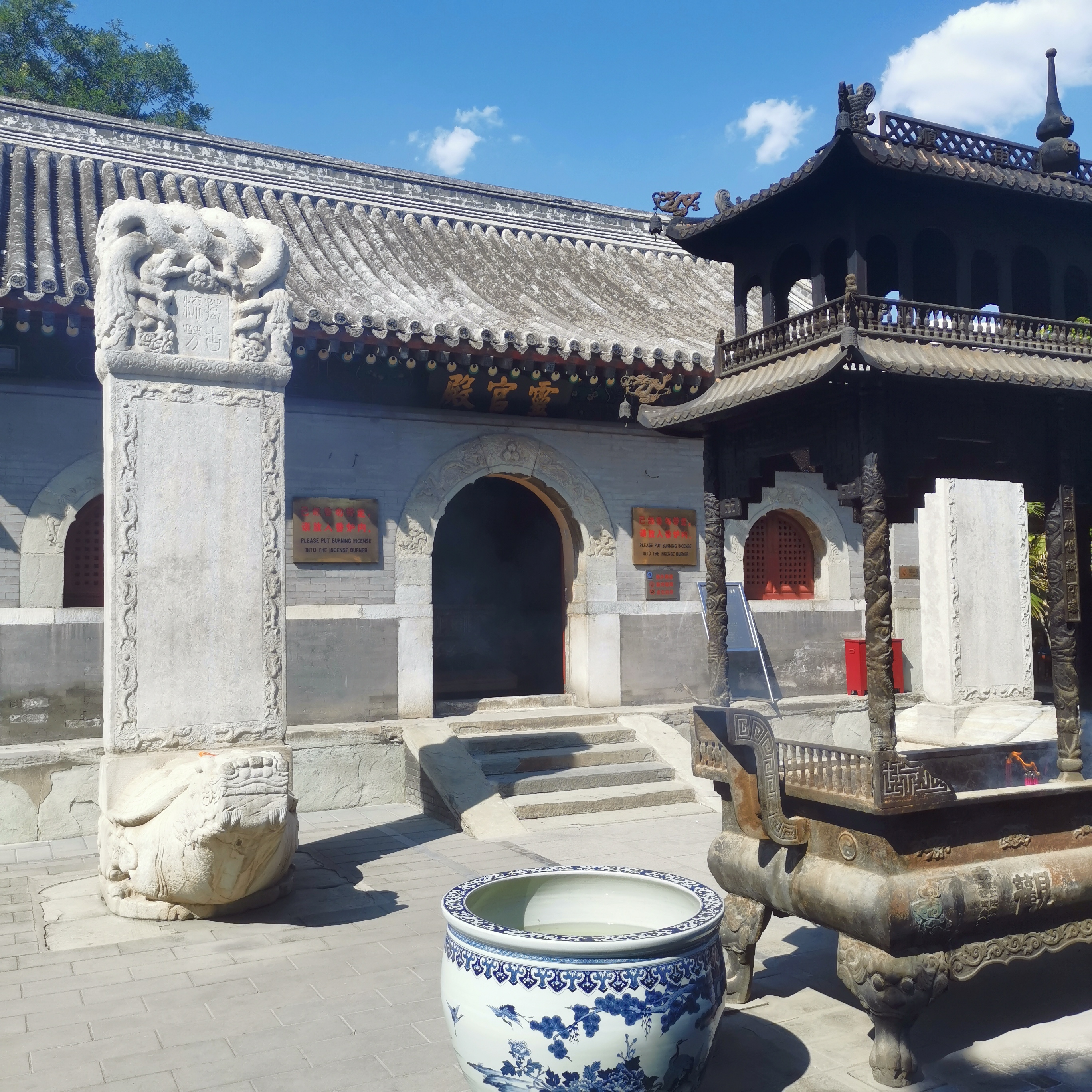
北京白云观灵官殿

王天君，又稱王天靈官、隆恩真君、豁落靈官王天君、太乙雷聲應化天尊、玉枢火府天将 等，是道教镇守山门之神，雷部、火部天将及护法神，是道教中極具威力的護法神祇，为道教诸多护法神中最受崇奉者之一，相当于佛门护法神韦驮菩萨。明清以來，道教宫观常以王灵官为护法神，道观内或山门前塑其像，通常以怒目圓睜、三目(額間有一目) 紅臉、披紅甲、足踏風火輪、一手持金鞭一手掐「靈官訣」，或稱為「通天指」，意指可以上達天庭。專責驅邪捉鬼、守護壇場、助道斬妖。
扶鸞的信眾則時常稱之為王恩主，與關帝君、呂祖師、岳鄂王、張灶君、合稱為「五恩主」。在《豁落靈官靈應真經》中，他被稱為「怒目恩主」，兼具威猛與慈悲，這種二元特質在道教護法神中頗為常見，既能嚇阻邪祟，也能安撫信眾。
師徒奇緣：靈官歸道的轉化故事
根據明代鄧志謨《薩真人得道咒棗記》的記載，王靈官本為湘陰地方山神，卻因貪戀血食、索取人牲而觸怒薩天師。薩天師於是施雷法焚其廟宇，制其妖行，王靈官不服，乃化身跟隨其後，暗中觀察其行止。十二年後，靈官為薩天師的道行與品德所感，最終誠心拜師學道，從此成為守護正道的神將。
這個故事象徵著邪轉正、惡歸善的轉化過程，不僅賦予王靈官正統神格，也突顯薩天師作為宗師的教化力量。在中國民間故事中，此類「誅妖而收為部將」的敘事模式屢見不鮮，既強化了道教神系的整體結構，也深化了信仰中的倫理價值。
薩天師的雷法傳承與道教宗派
薩守堅，尊稱薩天師，是唐代著名的道教人物，被譽為道教「六大祖師」之一，尤其擅長雷法與符籙咒術。他創立了西河派，強調道法、雷法與內丹三者並修，主張透過內煉修真達到通神明、御鬼神的層次。薩天師的修煉系統融合自然觀察與身心修行，其雷法據說能請雷神施法、役使雷部神將來禳災解厄、呼風喚雨。
《豁落靈官靈應真經》中記載了「薩公咒」，顯示薩天師在王靈官神系中的重要地位與影響。這些咒語強調其役雷之能與仙師身份，也暗示他在扶正祛邪、誅殺妖邪中具有權威性。雖然今日民間信仰中薩天師的廟宇已相對稀少，但其在法派中的影響力仍透過雷法、密咒等方式延續至今。
《豁落靈官靈應真經》經文架構與三教融合的宗教語境
《豁落靈官靈應真經》的結構完整，分為開經偈、咒語、經文、寶誥與迴向文。其內容不僅有道教典型的符籙咒語，亦融入佛教的開經偈與終經迴向，並在寶誥中呈現出對天、地、人、神靈的多層致敬。從文本風格來看，顯示出佛道融合、三教交參的深厚基礎。
這類經文不僅是靈官信仰的宗教實踐工具，也是道教神學與儀式文學的代表。寶誥部分對王靈官的稱謂如「九天遊奕使者」、「金鞭伏魔大天君」等，不僅彰顯其神職地位，也建構了神祇的榮耀敘事與威靈權能。
《豁落靈官靈應真經》現代運用與信仰再詮釋
當代信眾在壇場課誦、禮斗科儀中常使用此經，不僅用於祈安、除煞，更作為靈修的文本。部分宮廟還會以此經引靈官降乩、護壇、開示、甚至降筆寫經，象徵經文不僅具備誦唸價值，也具有媒介神明與人間溝通的靈性功能。
在現代社會，即便科學與理性主義主導公共話語，但民間信仰中的靈官信仰仍頗具生命力。不少人仍相信透過誦經與供奉靈官可保護家庭平安，特別是在一些涉及靈異、風水、建築開工等場合，更常見王靈官的神像與符籙出現，成為人們面對不確定性的重要依託。
靈官之道，道中有情
王靈官與薩天師的故事，是道教文化中充滿寓意的神話敘事，不僅呈現出道教對「正氣」與「教化」的重視，也展現了神明間的傳承與人神關係的轉化。透過經文、咒語與神話的結合，這些信仰實踐構成了華人民間宗教中深層的文化邏輯與情感連結。

## 各地奉祀廟宇
由於奉祀王靈官的殿堂一般都在道觀山門處，因此道教徒進山門後首先朝拜王靈官。只有福建地區民眾有稱王靈官為天將而專為其建廟，稱天將廟。王靈官神誕之日在六月（或作六日、十三日、十五日、十六日、廿三日、廿四日等），道教徒進廟奉祀王靈官的連綿不絕。

### 北京
- 白雲觀靈官殿，位於北京市西城區白雲觀街白雲觀內，供奉的就是王靈官，同時靈官殿還是一個鄉鎮名、一個村名。

### 香港
每年農曆6月23日為「玉樞火府天將王靈官寶誕」，嗇色園道侶均會舉辦賀誕科儀，感恩王靈官天君鎮守仙祠。

#### 新界
- 雲泉仙館位於新界北區打鼓嶺坪洋村坪輋路188號，館內大殿前方建有靈官殿供奉王靈官。

- 南涌協天宮位於位於香港沙頭角荔枝窩南涌。供奉關帝、張仙、王靈官等。

- 蓬瀛仙館護法寶殿建於三聖大殿之前，是蓬瀛仙館供奉道教護法神王靈官的殿宇。此殿的獨特之處是建築於連結東齋與西齋的天橋之上，使到寶殿能夠凌空而起，與背後的三聖大殿成水平高度，更顯王靈官鎮館護法的威嚴。不過各位要注意的是，平常護法寶殿是不會對外開放的，各位可以在樓梯處向上遙望。

- 靈渡寺，位於香港新界元朗區靈渡山下，供奉佛教三寶佛 、大慈大悲觀世音菩薩、韋馱殿之外，還有道教之呂祖仙師 ，斗姆、 王靈官 、關聖帝君等殿壇。

- 青雲觀，位於屯門青山東麓的青山禪院內，是香港現存最早的道場，主神為斗姆，亦有供奉觀音菩薩、三帝、呂祖、王靈官、彌勒、朱立天君、濟公、關帝、泰國佛。

- 青松觀，位於屯門青松觀路青新徑8號，頭門樓上設有靈官殿。

- 香港道德會分會(善慶洞)，屯門屯發路11號。善慶洞大殿供奉了玉皇大帝以及孔聖先師，道場亦有供奉王靈官。

#### 九龍
- 省善真堂是香港九龍最大規模的道觀，為慈善道佛宗教團體，位於九龍塘律倫街7-8號。「省善真堂中西醫診所」位於九龍城賈炳達道。內奉道教護法神王靈官的殿宇

- 黃大仙祠 (香港)靈官殿建殿工程於2011年完成，王靈官造像以脫胎漆製，身高2.6米，手執金鞭，腳踏鰲魚。殿堂蓋以黃琉璃瓦，飾以青石龍柱，殿內更刻有由國學大師饒宗頤教授所題的「道」字。每年農曆6月23日為「玉樞火府天將王靈官寶誕」，嗇色園道侶均會舉辦賀誕科儀，感恩王靈官天君鎮守仙祠。

#### 香港島
- 太上老君廟位於柴灣新廈街第四座對面 4289號地段，廟內有供奉王靈官。

### 臺灣
- 新北市瑞芳區金瓜石勸濟堂，為位於新北市金瓜石之臺灣民間信仰廟宇，地址在瑞芳區祈堂路53號。
- 宜蘭縣頭城鎮喚醒堂，為位於宜蘭縣頭城鎮之臺灣民間信仰廟宇，地址在纘祥路39號。
- 宜蘭縣蘇澳砲台山天君廟，為位於270宜蘭縣蘇澳鎮。
- 宜蘭縣五結鄉正勉堂，為位於268台灣宜蘭縣五結鄉興盛北路182巷16號。
- 彰化縣田中鎮贊天宮，為位於520台灣彰化縣田中鎮文武路341號。
- 台南市南區豁落院仁慈堂 ，為位於702台灣台南市南區仁慈街16號。
- 台南市佳里區雷恩行宮，為位於722台灣台南市佳里區號。
- 台南市仁德區中洲玄王殿，位於717台灣台南市仁德區中洲五街17號。
- 高雄市大寮區天君殿，位於831台灣高雄市大寮區江山路75-1號。
- 高雄市鳳山區喚善堂，為位於830台灣高雄市鳳山區瑞興路180號。
- 財團法人台北市醒心宮，台北市大同區迪化街一段307巷9號。
- 財團法人台北市覺修宮，位於103台北市大同區重慶北路三段340號。[1]
- 行天宮及供奉五恩主的廟宇

## 文學作品中的刻畫
- 《西遊記》中孫悟空大鬧天宮時，王靈官曾使鞭相敵，雙方戰得不分上下。